# Achaetica prodigiosa
Achaetica prodigiosa är en insektsart som beskrevs av Alexander Fyodorovich Emeljanov 1964. Achaetica prodigiosa ingår i släktet Achaetica och familjen dvärgstritar. Inga underarter finns listade i Catalogue of Life.